# Bellahøj

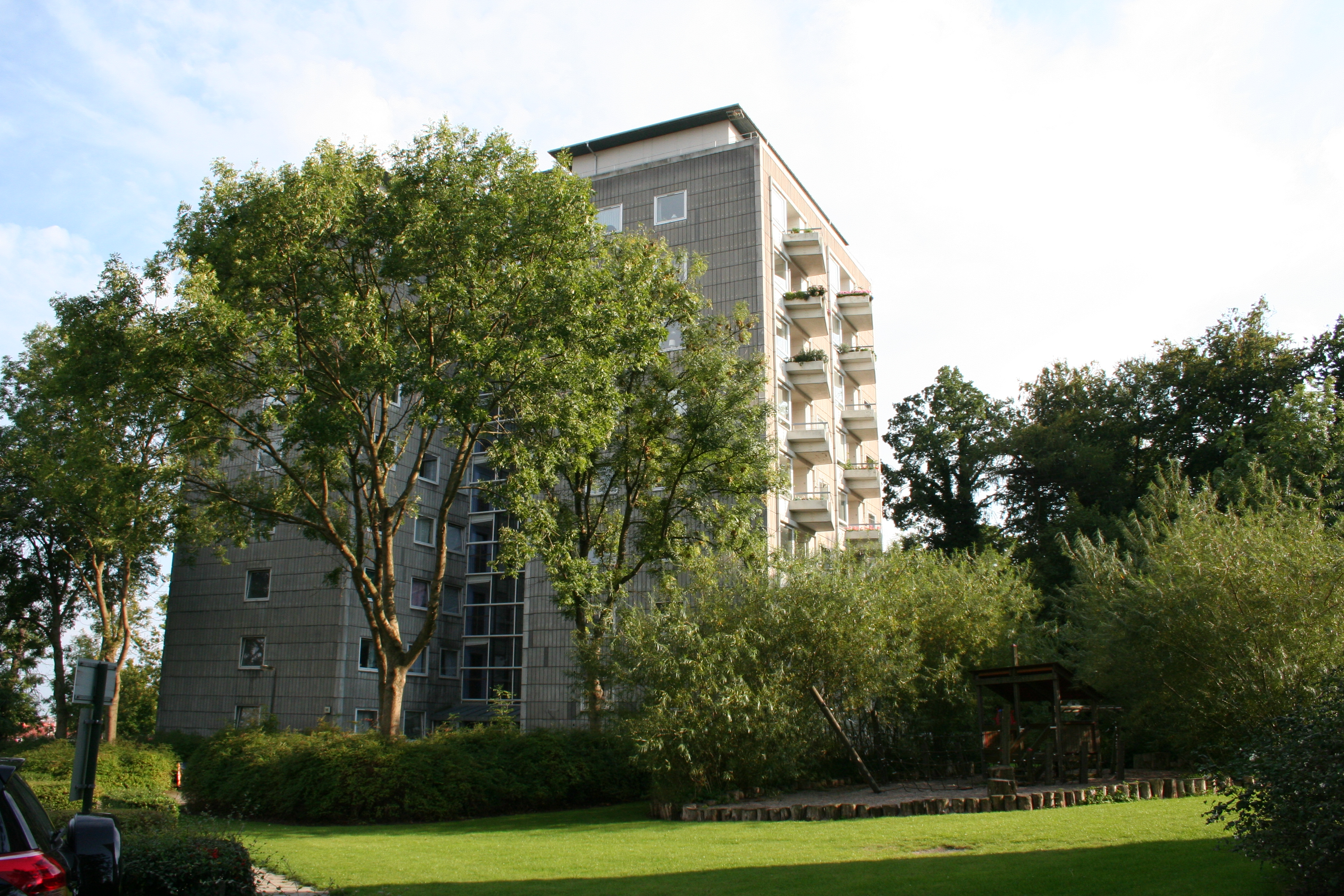
Höghus i Bellahøj.

Bellahøj, stadsdel i Köpenhamns kommun, Danmark, i stadens västra del. Stadsdelen är känd för att vara platsen för Danmarks första höghus. Området har även fyra skyddade gravhögar, en årlig marknad (på en plats där det även är campingplats sommartid), en polisstation (inspelningsplats för TV-serien Anna Pihl) samt sportanläggningen Grøndal Centret som till 1975 var Bella Centers lokaler.

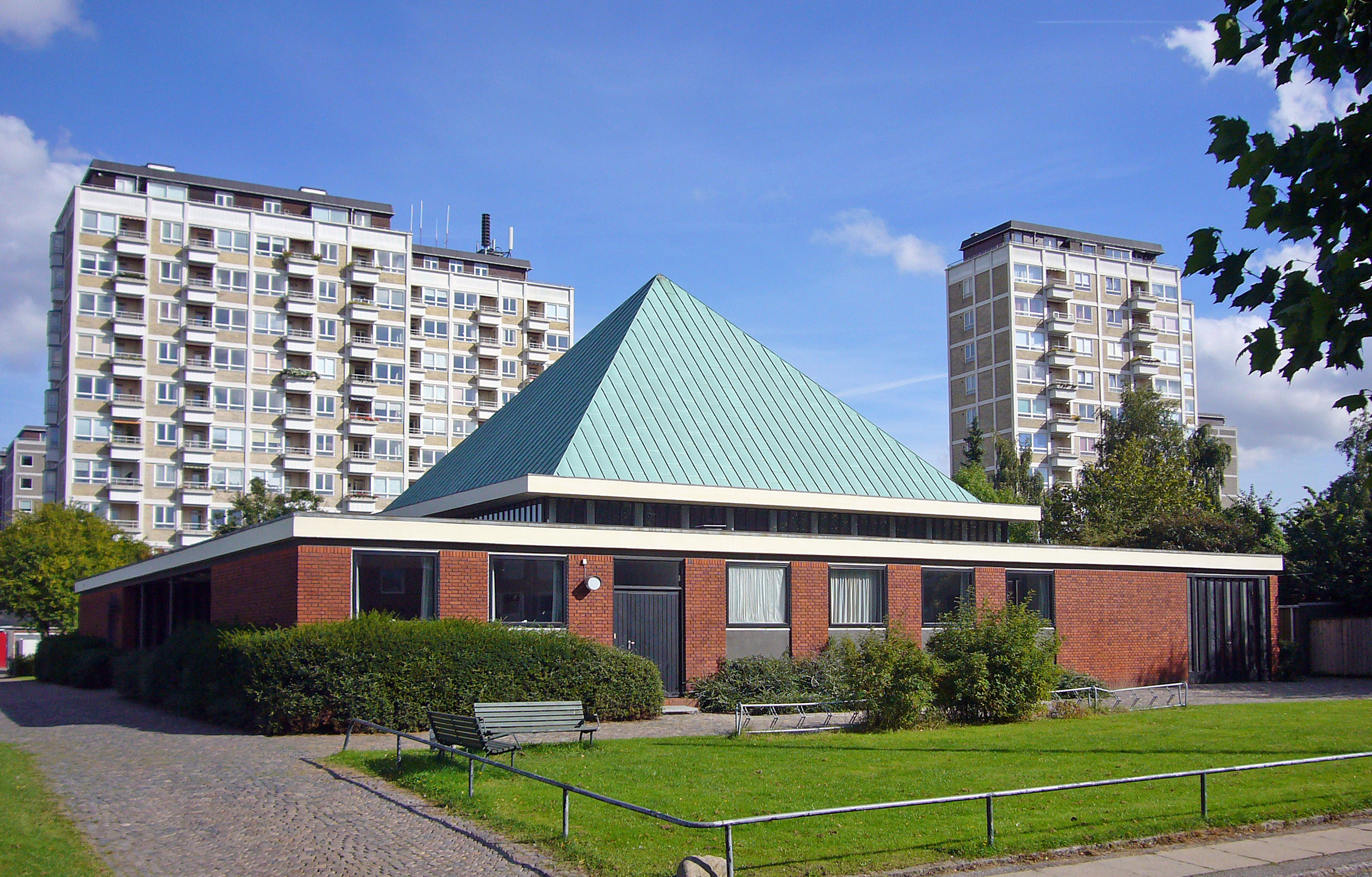
Bellahøjs kyrka, uppförd 1962.

Det var på Bellahøj och närbelägna Brønshøj som svenskarna slog läger 1658-60 under belägringen av Köpenhamn, det s.k. Carlstad, då man från Bellahøj hade god utsikt över hela det gamla Köpenhamn. På Bellahøj skole finns en väggmålning som föreställer svensklägret.